# 올케이팝

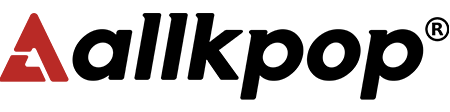

올케이팝은 2007년 문을 연 최대 규모의 영어권 한류 사이트다. 구글 통계에 따르면 2023년 현재 월 순방문자 수 700만 명, 페이지뷰 7000만 건, 댓글 수 55만 건을 기록하고 있다. 회원 구성은 아시아계 36%, 백인 28%, 히스패닉 24%, 흑인 10%로 추정된다. 방문 트래픽 중 30%가 미국, 35%가 동남아시아, 나머지는 글로벌 전역에서 발생하고 있다.

## 탄생
2007년 10월에 창단된 올케이팝은 한류 사이트로 6theory 유한책임회사라는 회사 아래 운영되며 매달 700만명이 넘는 유저들이 방문하는 올케이팝은 매달 7000만번 이상의 페이지뷰를 기록하는 영어 기준 한류 사이트다. 올케이팝은 영어권 한류 웹사이트중 많은 뉴스를 해외 영어권(비영어권포함) k-pop팬에게 전달한다.

## 같이 보기
- Soompi
- Kpopmap